# Winter-X-Games 2010/Freestyle-Skiing
Bei den Winter-X-Games 2010 wurden 9 Wettbewerbe im Freestyle-Skiing ausgetragen.

## Männer

### Skicross
| Platz | Sportler              | Land | Zeit         |
| ----- | --------------------- | ---- | ------------ |
| 1     | Christopher Del Bosco | CAN  | 1:26,098 min |
| 2     | David Duncan          | CAN  | 1:26,578 min |
| 3     | Brady Leman           | CAN  | 1:26,632 min |
| 4     | Andreas Steffen       | SUI  | 1:27,624 min |
| 5     | Davey Barr            | CAN  | 1:28,952 min |
| 6     | John Teller           | USA  | 1:29,053 min |

Datum: 31. Januar 2010

### Monoski Cross
| Platz | Sportler           | Land | Zeit         |
| ----- | ------------------ | ---- | ------------ |
| 1     | Tyler Walker       | USA  | 2:04,876 min |
| 2     | Gregory Peck       | USA  | 2:07,970 min |
| 3     | Kevin Connolly     | USA  | 2:23,525 min |
| 4     | Chris Devlin-Young | USA  | dnf          |

Datum: 31. Januar 2010

### Superpipe
| Platz | Sportler       | Land | Run 1 | Run 2 | Run 3 | Best Score |
| ----- | -------------- | ---- | ----- | ----- | ----- | ---------- |
| 1     | Kévin Rolland  | FRA  | 91,00 | 95,00 | 30,00 | 95,00      |
| 2     | Jossi Wells    | NZL  | 90,33 | 54,00 | 92,00 | 92,00      |
| 3     | Xavier Bertoni | FRA  | 87,66 | 87,00 | 90,00 | 90,00      |
| 4     | Simon Dumont   | USA  | 89,66 | 48,33 | 89,00 | 89,66      |
| 5     | Duncan Adams   | USA  | 84,00 | 88,33 | 88,00 | 88,33      |
| 6     | Tucker Perkins | USA  | 23,66 | 85,00 | 82,00 | 85,00      |
| 7     | Colby West     | USA  | 19,33 | 81,66 | 35,00 | 81,66      |
| 8     | Peter Olenick  | USA  | 09,00 | 40,66 | 10,33 | 40,66      |

Datum: 31. Januar 2010

### Superpipe High Air
| Platz | Sportler       | Land | Höhe       |
| ----- | -------------- | ---- | ---------- |
| 1     | Peter Olenick  | USA  | 299 inches |
| 2     | Justin Dorey   | CAN  | 285 inches |
| 3     | Kévin Rolland  | FRA  | 280 inches |
| 4     | Mike Riddle    | CAN  | 277 inches |
| 5     | Xavier Bertoni | FRA  | 276 inches |
| 6     | Simon Dumont   | USA  | 271 inches |

Datum: 31. Januar 2010

### Slopestyle
| Platz | Sportler        | Land | Run 1 | Run 2 | Run 3 | Best Score |
| ----- | --------------- | ---- | ----- | ----- | ----- | ---------- |
| 1     | Bobby Brown     | USA  | 86,00 | 93,00 | 94,33 | 94,33      |
| 2     | Andreas Håtveit | NOR  | 90,66 | 65,66 | 92,00 | 92,00      |
| 3     | Sammy Carlson   | USA  | 88,33 | 40,00 | 89,33 | 89,33      |
| 4     | Phil Casabon    | CAN  | 35,00 | 72,66 | 86,66 | 86,66      |
| 5     | Russ Henshaw    | AUS  | 81,33 | 83,66 | 39,33 | 83,66      |
| 6     | Matt Walker     | USA  | 24,33 | 83,00 | 31,00 | 83,00      |
| 7     | Jossi Wells     | NZL  | 21,66 | 77,66 | 20,33 | 77,66      |
| 8     | Tom Wallisch    | USA  | 41,66 | 60,00 | 72,33 | 72,33      |

Datum: 30. Januar 2010

### Big Air
| Platz | Sportler       | Land | Score       |
| ----- | -------------- | ---- | ----------- |
| 1     | Bobby Brown    | USA  | 100 (50+50) |
| 2     | T. J. Schiller | CAN  | 095 (50+45) |
| 3     | Elias Ambühl   | SUI  | 090 (46+44) |
| 4     | Russ Henshaw   | AUS  | 089 (47+42) |
| 5     | Jossi Wells    | NZL  | 089 (45+44) |

Datum: 29. Januar 2010

## Frauen

### Skicross
| Platz | Sportler           | Land | Zeit         |
| ----- | ------------------ | ---- | ------------ |
| 1     | Ophélie David      | FRA  | 1:34,037 min |
| 2     | Ashleigh McIvor    | CAN  | 1:34,187 min |
| 3     | Kelsey Serwa       | CAN  | 1:34,557 min |
| 4     | Fanny Smith        | SUI  | 1:35,244 min |
| 5     | Aleisha Cline      | CAN  | 1:35,386 min |
| 6     | Marte Høie Gjefsen | NOR  | 1:36,182 min |

Datum: 31. Januar 2010

### Superpipe
| Platz | Sportler       | Land | Run 1 | Run 2 | Run 3 | Best Score |
| ----- | -------------- | ---- | ----- | ----- | ----- | ---------- |
| 1     | Jen Hudak      | USA  | 90,33 | 92,33 | 81,66 | 92,33      |
| 2     | Megan Gunning  | CAN  | 87,00 | 52,00 | 90,66 | 90,66      |
| 3     | Roz Groenewoud | CAN  | 85,00 | 86,00 | 84,00 | 86,00      |
| 4     | Mirjam Jäger   | SUI  | 72,00 | 78,66 | 80,33 | 80,33      |
| 5     | Anaïs Caradeux | FRA  | 76,33 | 73,33 | 70,33 | 76,33      |
| 6     | Sarah Burke    | CAN  | 59,66 | 73,66 | 65,00 | 73,66      |

Datum: 29. Januar 2010

### Slopestyle
| Platz | Sportler         | Land | Run 1 | Run 2 | Run 3 | Best Score |
| ----- | ---------------- | ---- | ----- | ----- | ----- | ---------- |
| 1     | Kaya Turski      | CAN  | 92,33 | 93,00 | 96,66 | 96,66      |
| 2     | Keri Herman      | USA  | 85,00 | 34,66 | 33,66 | 85,00      |
| 3     | Grete Eliassen   | NOR  | 82,00 | 84,33 | 32,33 | 84,33      |
| 4     | Ashley Battersby | USA  | 36,00 | 83,66 | 79,66 | 83,66      |
| 5     | Megan Olenick    | USA  | 79,33 | 13,00 | 43,66 | 79,33      |
| 6     | Sarah Burke      | CAN  | 52,66 | 64,66 | 53,33 | 64,66      |
| 7     | Kristi Leskinen  | USA  | 28,33 | 50,66 | 25,00 | 50,66      |

Datum: 28. Januar 2010